# Sveriges sjukvårdsminister
Sveriges sjukvårdsminister är en statsrådspost som tidvis har funnits på Socialdepartementet. Statsrådet i fråga har varit ansvarig för sjukvårds- och hälsovårdsfrågor. När ministerposten inte har funnits har frågorna handlagts av ett annat statsråd, vanligtvis socialministern. Sjukvårdsministern tillhör gruppen av konsultativa statsråd, som inte är departementschef. 

## Lista över svenska sjukvårdsministrar
Nedan listas statsråden som titulerats sjukvårdsminister eller vårdminister.
| Nr |  | Sjukvårdsminister                    | Titel                                      | Tillträdde        | Avgick                      | Varaktighet        | Parti | Parti              | Regering                   |
| -- |  | ------------------------------------ | ------------------------------------------ | ----------------- | --------------------------- | ------------------ | ----- | ------------------ | -------------------------- |
| 1  |  | Ingegerd Troedsson (1929–2012)       | Sjukvårdsminister                          | 8 oktober 1976    | 18 oktober 1978             | 2 år och 10 dagar  |       | Moderaterna        | Fälldin I C – M – FP       |
| 2  |  | Hedda Lindahl (1919–2007)            | Sjukvårdsminister                          | 18 oktober 1978   | 12 oktober 1979             | 0 år och 359 dagar |       | Folkpartiet        | Ullsten FP                 |
| 3  |  | Elisabeth Holm (1917–1997)           | Sjukvårdsminister                          | 12 oktober 1979   | 5 maj 1981                  | 1 år och 205 dagar |       | Moderaterna        | Fälldin II C – M – FP      |
| 4  |  | Karin Ahrland (1931–2019)            | Sjukvårdsminister                          | 22 maj 1981       | 8 oktober 1982              | 1 år och 156 dagar |       | Folkpartiet        | Fälldin III C – FP         |
| 5  |  | Bo Könberg (född 1945)               | Sjukvårds- och socialförsäkringsminister   | 4 oktober 1991    | 7 oktober 1994              | 3 år och 3 dagar   |       | Folkpartiet        | Carl Bildt M – FP – C – KD |
| 6  |  | Ylva Johansson (född 1964)           | Vård- och äldreomsorgsminister             | 13 september 2004 | 6 oktober 2006              | 2 år och 23 dagar  |       | Socialdemokraterna | Persson S                  |
| 7  |  | Gabriel Wikström (född 1985)         | Folkhälso-, sjukvårds- och idrottsminister | 3 oktober 2014    | 27 juli 2017                | 2 år och 297 dagar |       | Socialdemokraterna | Löfven I S – MP            |
| 8  |  | Acko Ankarberg Johansson (född 1964) | Sjukvårdsminister                          | 18 oktober 2022   | innehar fortfarande ämbetet | 2 år och 289 dagar |       | Kristdemokraterna  | Kristersson M – KD – L     |